# Alhama de Granada

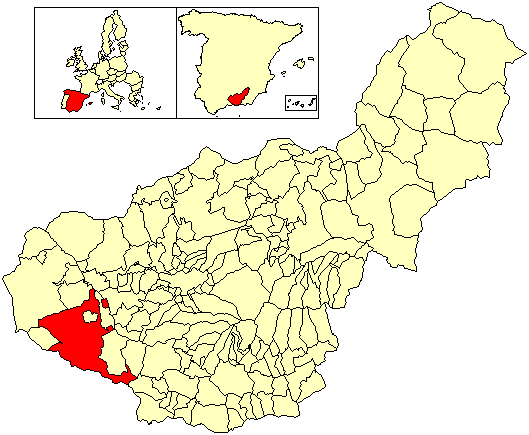
Alhama de Granada

Alhama de Granada este un municipiu din Spania, situat în provincia Granada din comunitatea autonomă Andaluzia. Are o populație de 6.035 de locuitori.